# Прилютове
При́лютове — село в Україні, у Куп'янському районі Харківської області. Входить до складу Кіндрашівської сільської громади. Населення становить 38 осіб.

## Географія
Село Прилютове знаходиться на відстані 3 км від сіл Миколаївка Перша, Вовчий Яр і Шипувате. Поруч проходить залізниця, станція Прилютово.

## Історія
7 (20) листопада 1917 року, відповідно до Третього Універсалу Української Центральної Ради, увійшло до складу Української Народної Республіки.
Під час організованого радянською владою Голодомору 1932—1933 років померло щонайменше 22 жителі села.
До 2020 року орган місцевого самоврядування — Просянська сільська рада.
12 червня 2020 року, відповідно до розпорядження Кабінету Міністрів України № 725-р «Про визначення адміністративних центрів та затвердження територій територіальних громад Харківської області», увійшло до складу Кіндрашівської сільської територіальної громади.